# 黄公望

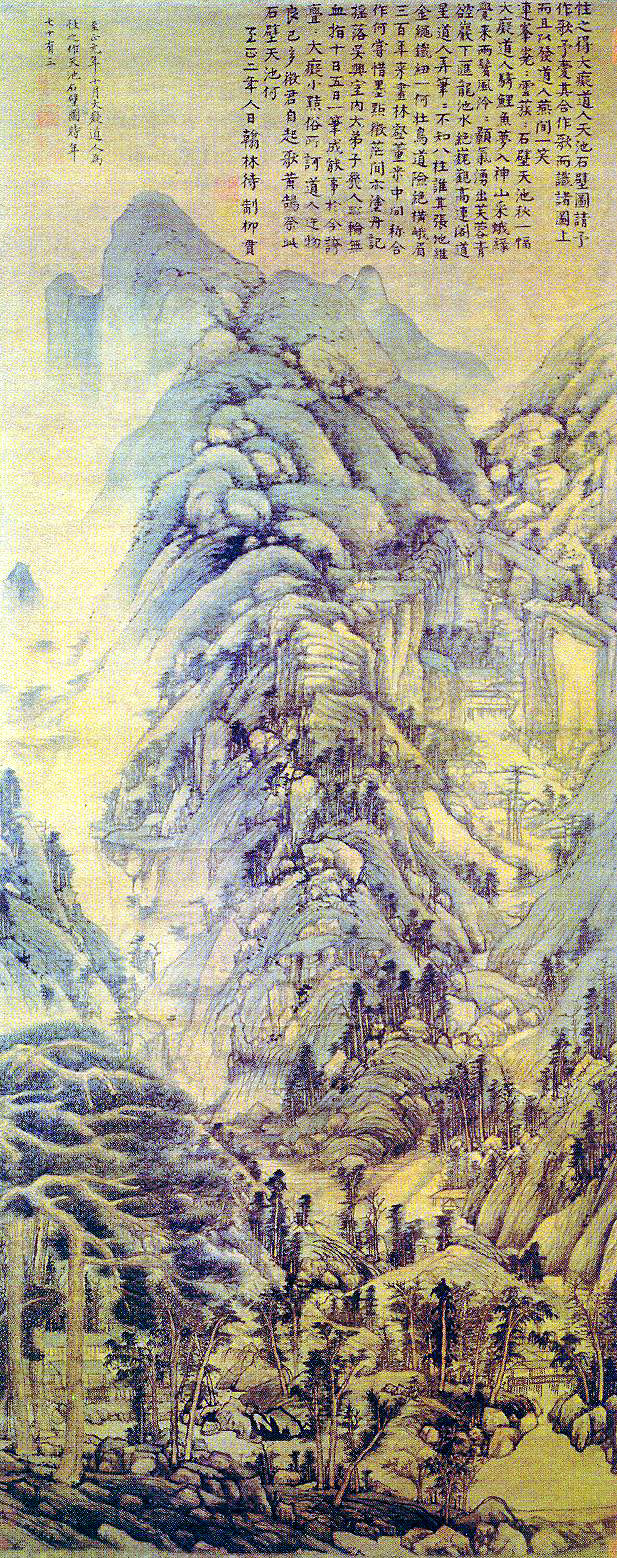
天池石壁圖，藏於中國北京故宮博物院

黄公望（1269年—1354年），字子久，号大痴、大痴道人、一峰道人，平江路常熟州（今江苏省苏州市常熟市）人，元朝画家。

## 生平
黄公望曾任小吏，延祐二年（1315年）九月，因张闾貪污事被牽連入狱，开释后入了全真教出家，并与张三丰、莫月、冷谦等道友交往，隐居在常熟小山头（今虞山西麓）。至正十四年（1354年）十月二十五日，在常熟逝世，葬虞山西麓。

## 身世之謎
黄公望，尊为「元四家」之首。由于成名时已是全真道士，浪迹江湖，所以即使是同时代的人，也没有讲清他的籍贯和逝世时间、地点。关于黄公望的籍贯，目前有着多个版本的说法，分别有杭州、松江、常熟、富阳、衢州、徽州、莆田和永嘉等说法：
1. 元明间，黄公望的朋友常州人王逢认为黄公望是「杭人」，他在《题黄大痴山水》诗中写道：「大痴名公望，字子久，杭人……」；
2. 元朝钟嗣成认为黄公望是松江人，他在《录鬼簿》中写道：「黄子久，名公望，松江人。」；
3. 元代末年绘画鉴藏和史论家夏文彦认为黄公望是常熟人，其在《图绘宝鉴》里写明：「黄公望……平江常熟人。幼习神童，科通三教，旁晓诸艺，善画山水。」；
4. 同是夏文彦的《图绘宝鉴》神州国光社本则认为黄公望是衢州人；
5. 1461年成书的《明一统志》卷三十八：「黄公望，富阳人」，明凌迪知《万姓统谱》也持富阳说，但明万历陈善《杭州府志》则又增加了「徽州人」的说法；
6. 清朝乾隆年间的《大清一统志》卷五十九写道：「黄公望，莆田人」，乾隆《娄县志》卷三十中也写道：「……相传莆田巨族，一云常熟陆神童之弟。」
7. 元末明初，黄岩陶宗义认为黄公望是永嘉人（今温州市），他《辍耕录》卷八《写山水诀》里写道：「黄子久散人公望，自号大痴，又号一峰，本姓陆，世居平江常熟，继永嘉黄氏」。

## 成就
黄公望学识渊博，工书法，通音律，能诗文，钟嗣成说他：「公之学问，不在人下，天下之事，无所不知，薄技小艺亦不弃。」50岁才开始学绘画，曾得到赵孟頫的指教，陶宗仪说他「画山水宗董、巨」。黄公望自称为「松雪斋中小学生」，重视写生，常在风景名胜地随笔摹写，其水墨山水尤为出色，創立了淺絳山水，代表作为《富春山居图》，邹之麟在题跋中称此图「笔端变化鼓舞，右军之兰亭也，圣而神矣」其著作有《山水诀》是中国山水画的重要理论著作。
黄公望和吴镇、倪瓒、王蒙并称为「元四大家」，「以黄公望为冠」，是元代的著名画家，其中倪瓒和王蒙都曾向他请教过，他的画风对宋代以来的画法有创新，对明清的山水画发展有很大影响。明代评论家王世贞评论说他的画法「无笔不灵，无笔不趣，于宋法之外，又开生面。」山水画于「大痴、黄鹤（王蒙）又一变也。」

## 傳世作品
- 富春山居圖
- 九珠峰翠圖，藏於台灣台北國立故宮博物院
- 溪山無盡圖，藏於台灣台北國立故宮博物院
- 巖壑幽居圖，藏於台灣台北國立故宮博物院
- 天池石壁圖，藏於中國北京故宮博物院
- 快雪時晴圖，藏於中國北京故宮博物院
- 九峰雪霽圖，藏於中國北京故宮博物院
- 丹崖雲樹圖，藏於中國北京故宮博物院
- 水閣清幽圖，藏於中國南京博物館
- 富春大嶺圖，藏於中國南京博物館